# Géphyrôsis
La géphyrôsis (en grec byzantin γεφύρωσις / géphyrôsis), ou encore la géphyrè, désigne dans l'Empire byzantin une corvée due à l'État concernant la construction et l'entretien des ponts. Il n'est pas certain que cette charge extraordinaire puisse faire l'objet d'une adaeratio : c'est probablement parce que le service lui-même était plus intéressant pour l'État que la somme d'argent qu'il aurait pu obtenir en échange. Cette charge se retrouve dans les listes d'exemption des archives athonites, au côté de la kastroktisia ou de l'hodostrôsia.